# Coșula (gmina)
Coșula – gmina w Rumunii, w okręgu Botoszany. Obejmuje miejscowości Buda, Coșula, Pădureni i Șupitca. W 2011 roku liczyła 2944 mieszkańców.